# Chiesa dei Santi Cristoforo e Costanzo
La chiesa dei Santi Cristoforo e Costanzo è la parrocchiale di San Costanzo, in provincia di Pesaro e Urbino e diocesi di Fano-Fossombrone-Cagli-Pergola; fa parte della vicaria di Fano.

## Storia
I lavori di costruzione della chiesa e dell'annesso campanile iniziarono nel 1570; il complesso, edificio con fondi del rettore della cura d'anime e della comunità, risultava terminato già nel 1573.
Il 6 ottobre 1607 papa Paolo V emanò una bolla con cui dichiarava collegiata questa chiesa, che prima aveva solo il titolo di pieve; la disposizione entrò però in vigore nel 1619, alla morte dell'ultimo pievano.
Nel XVIII secolo l'interno della parrocchiale venne interessato da un rifacimento; nel 1810 il governo napoleonico decise la soppressione del collegio di canonici per destinare le sue pertinenze e i suoi beni al vicere d'Italia Eugenio di Beauharnais, ma il decreto non fu applicato per via della mancata approvazione da parte dell'autorità ecclesiastica.
La chiesa venne interessata dall'adeguamento liturgico secondo le norme postconciliari mediante la spostamento della mensa in posizione avanzata verso l'assemblea.

## Descrizione

### Esterno
La semplice facciata a capanna in mattoni della chiesa, rivolta a nordovest e caratterizzata da paraste laterali, presenta centralmente il portale d'ingresso, al quale si accede percorrendo una scalinata, mentre sopra si apre una finestra ad arco ribassato; le cornici delle due falde del tetto sono abbellite da una fila di archetti pensili.
Sul retro della parrocchiale si erge su un alto basamento a scarpa il campanile a pianta quadrata, la cui cella presenta su ogni lato una bifora a sesto acuto ed è coronata da una merlatura.

### Interno
L'interno dell'edificio si compone di un'unica navata, sulla quale si affacciano le cappelle laterali, introdotte da archi a tutto sesto, e le cui pareti sono scandite da lesene terminanti con capitelli d'ordine composito sorreggenti la trabeazione modanata e aggettante sopra la quale si imposta la volta a botte unghiata; al termine dell'aula si sviluppa il presbiterio, rialzato di un gradino, coperto dalla volta a crociera e chiuso dalla parete di fondo piatta.
Qui sono conservate diverse opere di pregio, tra le quali le due tele ritraenti la Lavanda dei piedi e l'Ultima cena, le quindici formelle dei Misteri del Rosario, risalenti al XVIII secolo, la pala con soggetto la Madonna della Misericordia, eseguita da Matteo Zuccaroli nel 1757, l'organo, costruito da Sebastiano Vici nel 1805, il Crocifisso ligneo, intagliato nel Quattrocento, il dipinto raffigurante la Vergine con Bambino e Santi, risalente al 1558, e la tela settecentesca che rappresenta la Madonna con i Santi Cristoforo e Costanzo, attribuita a Gaetano Lapis.